# Scopula subalbulata
Scopula subalbulata là một loài bướm đêm trong họ Geometridae.